# Rosemary West
Rosemary "Rose" Pauline West, född 29 november 1953 i Northam, Devon, är en brittisk seriemördare, som tillsammans med sin man Fred West mördade minst 9 unga kvinnor. Många av dem mördades i parets hem i Gloucester i England. Hon mördade även sin styvdotter 1971. För detta dömdes hon 1995 till livstids fängelse utan möjlighet till villkorlig frigivning och avtjänar straffet på New Fallfängelset i Flockton, West Yorkshire.
Rosemary Letts föddes i Northam, Devon den 29 november 1953 i en fattig arbetarklassfamilj som dotter till William och Daisy Letts. Hon var det femte av sju syskon. Föräldrarnas äktenskap var turbulent och präglades av konstanta bråk, båda föräldrarna led även av psykisk ohälsa. Fadern William led av schizofreni, var mycket våldsam och började utsätta både den unga Rose och en äldre syster för regelbundna sexuella övergrepp när de hade kommit in i puberteten. Modern Daisy led av depression och behandlades med ECT under den tid då hon var gravid med Rose. Teorier har senare framförts att detta kan ha orsakat en medfödd hjärnskada hos Rose, men detta har aldrig kunnat styrkas. Under uppväxten presterade den unga Rose dåligt i skolan och hade besvär med övervikt samt hade lätt för att få vredesutbrott. Föräldrarna separerade när Rose var i tidiga tonåren och modern Daisy flyttade ut ur familjens hem och tog Rose med sig. Rose flyttade dock senare tillbaka till sin far igen. 
1969, när hon var 15 år, träffade hon den 27-årige Fred West för första gången och en kort tid senare inledde de ett sexuellt förhållande. Roses föräldrar motsatte sig relationen och försökte stoppa Rose från att träffa Fred, men utan större framgång. En kort tid lyckades de få Rose placerad på en ungdomsanstalt för unga flickor, men på sin 16-årsdag frigavs hon och flyttade in hos Fred och hans två döttrar från två tidigare äktenskap, Anna Marie och Charmaine. Under tidiga 1970 blev Rose gravid och återigen lyckades fadern få henne placerad på en ungdomsanstalt, detta varade dock bara en kort period och Rose frisläpptes mot löfte att göra abort och flytta tillbaka till sin familj. Detta löfte hölls dock inte Rose återvände istället direkt till Fred West, vilket fick fadern att helt bryta kontakten med sin dotter. Rose och Fred flyttade kort därefter till en lägenhet på Midland Road i Gloucester. Den 17 oktober 1970 födde Rose en dotter, Heather. Några månader efter detta dömdes Fred till sex månaders fängelse för stöld och Rose lämnades ensam att ta hand om styvdöttrarna Anna Marie och Charmaine samt den nyfödda dottern Heather. Anna Marie berättade många år senare att hon och Charmaine utsattes för både fysiskt och psykiskt våld av Rose under perioden som Fred satt i fängelse. Enligt Anna Marie fann sig inte Charmaine i behandlingen utan gjorde ofta motstånd mot Rose, vilket ledde till att relationen mellan dem blev mycket spänd. En kort tid innan Fred West skulle släppas fri den 24 juni 1971 tros Rose ha mördat Charmaine. Flickan sågs i livet för sista gången den 15 juni då Rose besökte Fred i fängelset tillsammans med Heather, Anna Marie och Charmaine. Fred och Rose lyckades senare förklara flickans försvinnande med att hennes mamma, Freds exfru Catherine, hade tagit Charmaine med sig och flyttat till Bristol. Detta förefaller inte ha undersökts närmare av myndigheterna. Efter att ha släppts ut från fängelset styckade Fred flickans kropp och begravde den under golvet i köket i lägenheten på Midland Road. I augusti 1971 mördade Fred även Charmaines mor Catherine Costello (kallad "Rena"). 
Den 29 januari 1972 gifte sig Rose och Fred och några månader senare flyttade familjen in i ett hus på 25 Cromwell Street i Gloucester. Den 1 juni samma år födde Rose sitt andra barn, dottern Mae June. Under åren som följde blev livet i huset på 25 Cromwell Street allt mer depraverat. Rose började verka som prostituerad med Freds uppmuntran och började ta emot kunder hemma i huset. Fred deltog ofta i sexuella akter med de kunder hon tog emot. De båda utsatte även dottern Marie Ann för regelbundna sexuella övergrepp och senare även de andra döttrarna i takt med att de blev äldre. Tillsammans mördade paret även 8 andra kvinnor, ofta liftare som de plockade upp i sin bil, efter att först ha utsatt dem för tortyr och våldtäkter. Offren begravdes antingen i husets trädgård eller källare. Minst en kvinna, Caroline Owens, kom dock undan levande sedan Fred och Rose släppt henne fri efter att ha förgripit sig på henne. Detta polisanmäldes senare, men åtalet lades ner sedan Owens vägrat vittna mot makarna i rätten. 1987 mördade de även dottern Heather. Parallellt med allt detta födde Rose ytterligare 5 barn, varav Fred var far till två.
Den 6 augusti 1992 greps Fred West misstänkt för att ha våldtagit sin 13-åriga dotter. Ärendet lades dock ner sedan dottern vägrat vittna mot Fred, men det föranledde att polisen började undersöka dottern Heathers försvinnande, då hon inte hade hörts av sedan 1987, och styvdottern Charmaine som inte setts till sedan 1971. Husrannsakan gjordes i huset på 25 Cromwell Street varpå kvarlevorna efter totalt nio människor påträffades nedgrävda i husets källare och trädgård. Därmed tog en omfattande polisutredning vid och de övriga kvarvarande barnen i familjen omhändertogs av sociala myndigheter.
Rose förnekade all inblandning utan skyllde istället allting på Fred, men dömdes ändå för 10 fall av mord till livstids fängelse utan möjlighet till villkorlig frigivning i november 1994. Fred West begick självmord i fängelset den 1 januari 1995 innan han kunde dömas.